# Tülau

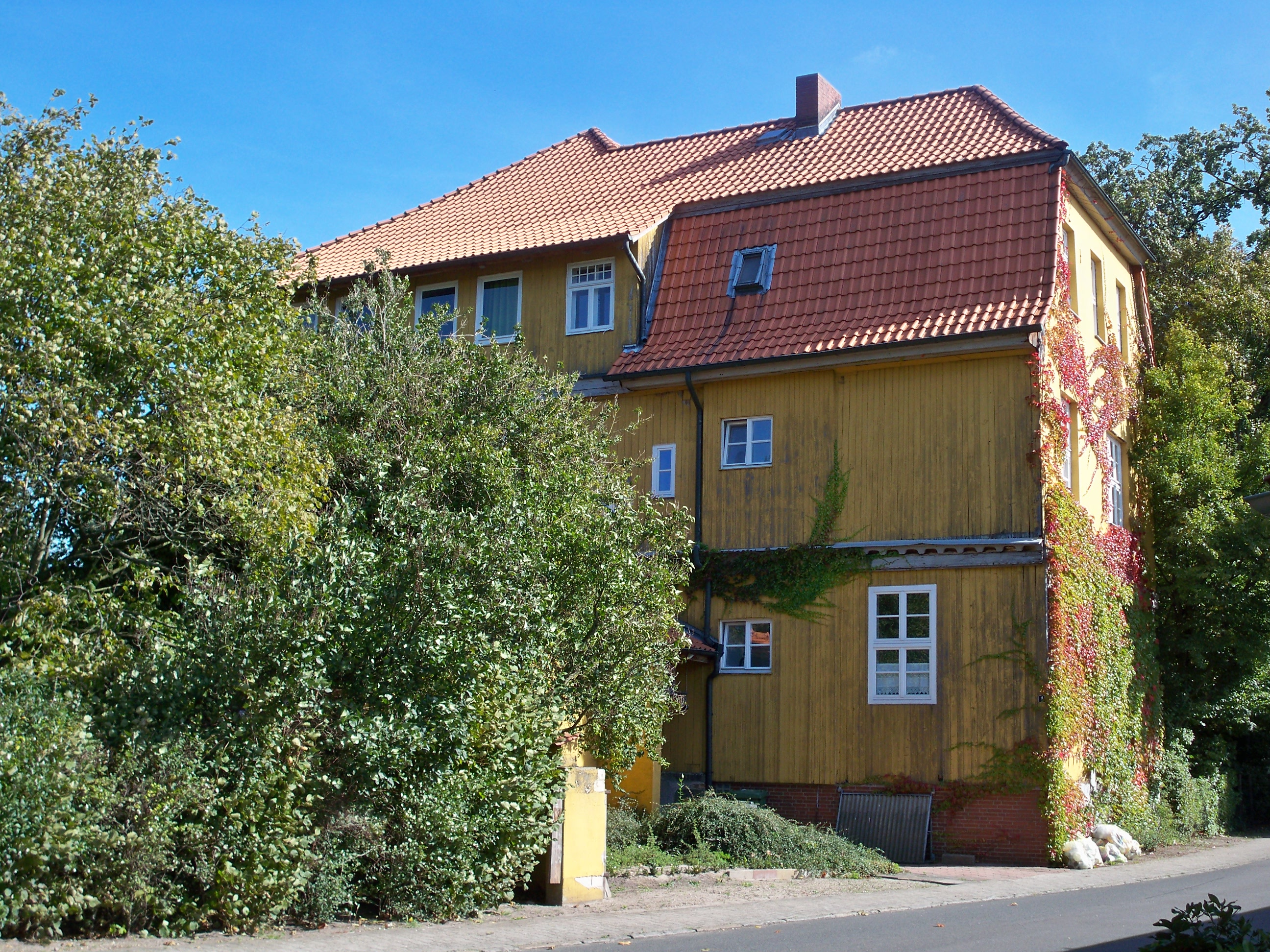
Gutshaus in Fahrenhorst

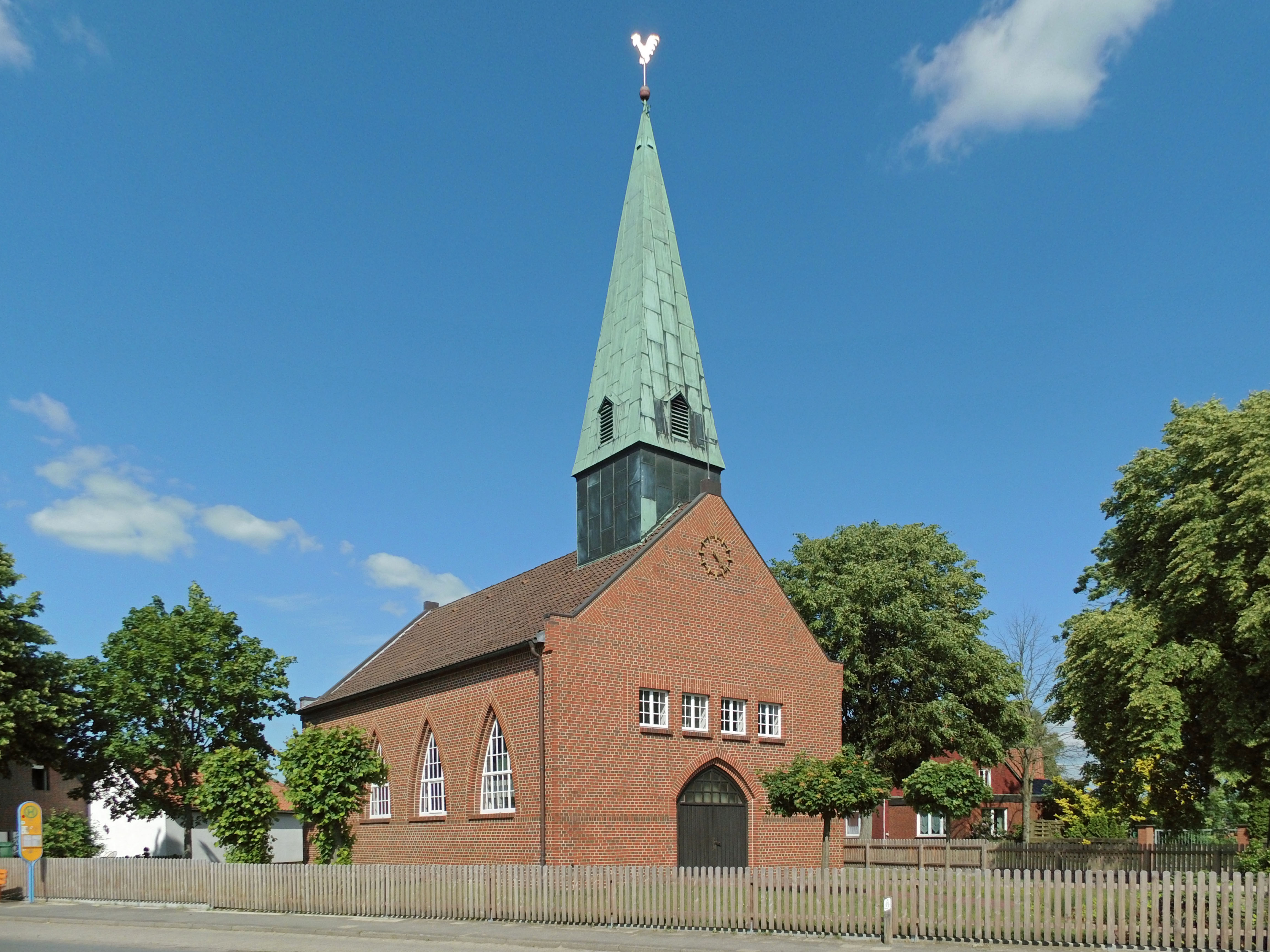
St.-Johannis-Kirche in Tülau-Fahrenhorst

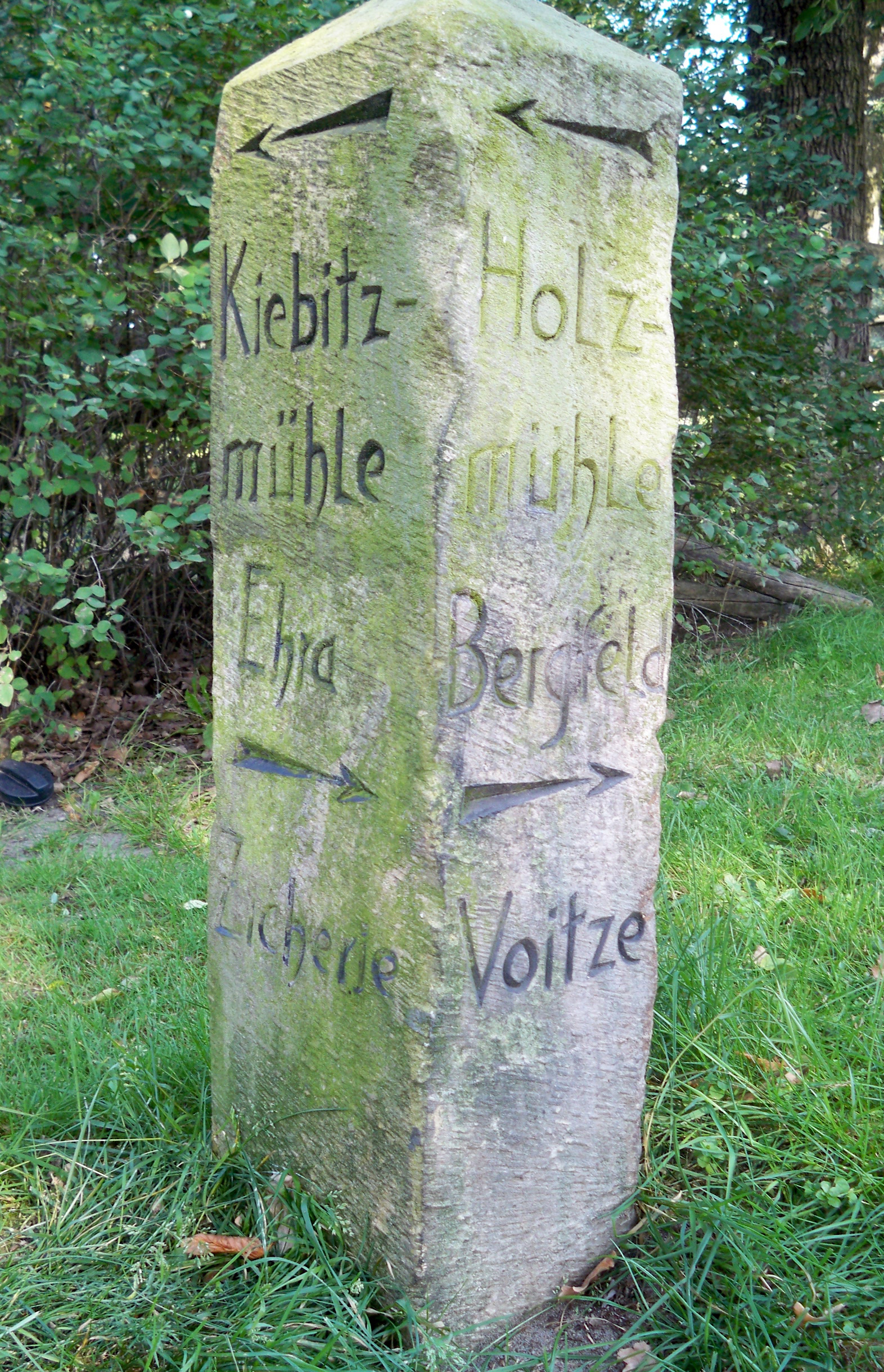
Historischer Wegweiser

Tülau ist eine Gemeinde im Landkreis Gifhorn in Niedersachsen. Die Gemeinde Tülau ist Mitgliedsgemeinde der Samtgemeinde Brome und besteht aus den Ortsteilen Tülau-Fahrenhorst und Voitze.

## Geographische Lage
Die Gemeinde Tülau liegt zwischen den Naturparks Südheide und Drömling an der Kleinen Aller. Der Ort Tülau-Fahrenhorst besteht aus Tülau und dem später entstandenen Ort Fahrenhorst, die seither zu dem Dorf Tülau-Fahrenhorst zusammenwuchsen. Der Ort wird gelegentlich Tülau genannt, etwa auf einigen Straßenwegweisern. Im Westen liegt mit dem Kiebitzmoor ein Niederungsgebiet, im Osten Geest. Rund 1,5 Kilometer nördlich liegt der Ortsteil Voitze.
Im Juni 2019 hatte Tülau-Fahrenhorst 1036 Einwohner, während Voitze 383 Einwohner aufwies.

## Geschichte
Der Ort Tülau wurde von Wenden gegründet. Die ursprüngliche Dorfform war die eines Rundlings. Der Ortsname stammt vom Altslawischen tulû und bedeutet etwa „Köcher“ bzw. „Ort des (Kriegers) Köcher“. Namentlich wurde Tülau erstmals 1546 urkundlich erwähnt. Der frühere Ortsteil Fahrenhorst (ursprünglich Vahrenhorst) entstand in der Mitte des 16. Jahrhunderts etwa einen halben Kilometer südlich von Tülau, als der Adlige Fritz VII. von der Schulenburg die Burg Brome verlor und ein neues Gut errichten musste. 1643 verloren die von der Schulenburg das Gut, und es ging an das lüneburgische Adelsgeschlecht von Weyhe über, das es bis heute besitzt. 1737 wurde in Fahrenhorst das bis heute bestehende Gutshaus gebaut. 1830 begann in Tülau und Fahrenhorst eine Serie von Großbränden, die unter anderem den Rundling zerstörte und rund 100 Jahre anhielt. Laut einem Siedlungsverzeichnis um 1850 bestanden zu dieser Zeit rund 18 Bauernhöfe. Bei der Verwaltungsreform von 1859 wurde das Patrimonialgericht Fahrenhorst einschließlich des früheren adeligen Gerichts Brome dem Amt Isenhagen angeschlossen.
Im Jahre 1880 errichteten die rund 35 Baptisten ein erstes Gotteshaus in Tülau. 1909 wurde die Bahnstrecke Wittingen–Oebisfelde eröffnet. Der Bahnhof Tülau-Fahrenhorst lag rund 1,5 Kilometer östlich des Dorfes. 1930 wurde die erste evangelische Kirche eingeweiht, die auf dem Grundstück des abgebrannten Gemeindehauses erbaut worden war; 1964 wurde auf ihr ein kleiner Turm in Form eines Dachreiters errichtet. Im Ersten und Zweiten Weltkrieg gab es 35 bzw. 48 Kriegstote.
1948 wurde die an der Sonnenstraße beheimatete Kinderheimat Tülau gegründet, ein Kinderheim, das 1964 nach Gifhorn verlegt und dort als Kinderheimat Gifhorn geführt wurde.
1910 lebten in Tülau-Fahrenhorst 672 Personen. Bis 1939 stieg die Zahl auf 687; bis 1950 wuchs sie wegen der Flüchtlingsströme auf 1290 an. 1984 betrug die Einwohnerzahl 874. 1984 gab es dort 30 landwirtschaftliche Betriebe.
Die Gemeinde Tülau-Fahrenhorst trat am 1. Juli 1965 der Samtgemeinde Brome bei. Am 1. März 1974 schloss sie sich mit der Gemeinde Voitze zur Gemeinde Tülau zusammen, die am 15. März 1974 Teil der neugegründeten Samtgemeinde Brome wurde.

## Politik

### Rat
Der Rat der Gemeinde Tülau setzt sich aus elf Ratsfrauen und Ratsherren zusammen.
Die letzten Kommunalwahlen ergaben die folgenden Sitzverteilungen:
| Wahljahr | SPD | CDU | Gesamt   |
| 2021     | 7   | 4   | 11 Sitze |

### Bürgermeister
Der ehrenamtliche Bürgermeister Martin Zenk (SPD) wurde am 10. November 2021 gewählt.

### Wappen
Die Wappenbeschreibung lautet: Von Grün und Gold (Gelb) gespalten mit einem drei Pfeile enthaltenen Köcher in gewechselten Farben.

## Wirtschaft und Infrastruktur

### Wirtschaft
Zu den ehemaligen Betrieben in Tülau-Fahrenhorst gehören zwei Wassermühlen, die Holzmühle und die Kiebitzmühle, sowie eine Molkerei.

### Verkehr
Die B 248, die Wolfsburg und Salzwedel verbindet, führt von Südwesten nach Nordosten durch den Ortsteil Voitze. Von Tülau-Fahrenhorst aus führen Kreisstraßen nach Croya, Bergfeld, Zicherie und Voitze. Von dort führt eine weitere Kreisstraße nach Wiswedel. Tülau-Fahrenhorst und Voitze werden im Stundentakt von Bussen der Linie Wolfsburg–Brome (Linie 160) bedient. Des Weiteren fahren Busse Richtung Wittingen, die an die Schulzeiten am Gymnasium Hankensbüttel angepasst sind. Der Bahnhof Tülau-Fahrenhorst an der Bahnstrecke Wittingen–Oebisfelde wurde bis 1974 im Personenverkehr angefahren.

## Söhne und Töchter der Gemeinde
- Jürgen Hübschen (* 1945), Oberst a. D., Sicherheitsberater und Autor
- Richard Saage (* 1941), deutscher Politologe und Hochschullehrer
- Erich Schulze (1915–1991), Politiker